# Kroatiska turistrådet
Kroatiska turistrådet, även kallat Kroatiska turistbyrån eller Kroatiska turistföreningen (kroatiska: Hrvatska turistička zajednica, akronym HTZ), är Kroatiens nationella turistorganisation. Organisationen bildades år 1992 och har till syfte att utveckla och främja turism i Kroatien. I organisationens uppdrag ingår bland annat att planera, utforma och genomföra marknadsaktiviteter.
Kroatiska turistrådets huvudkontor ligger i Zagreb och organisationen har representationskontor i flera länder, däribland Sverige. 

## Fotnoter
1. ↑  Cotal-croatia-news.com Arkiverad 14 mars 2016 hämtat från the Wayback Machine. (engelska)
2. 1 2  Creditreform.hr (engelska)
3. 1 2  Kroatiska turistrådet Arkiverad 15 mars 2016 hämtat från the Wayback Machine. (engelska)